# Jelena Kostanić-Tošić
Jelena Kostanić-Tošić (Split, 6. srpnja 1981.) je umirovljena hrvatska tenisačica. Nabolje rezultate ostvaruje u igri parova. Do sada ima 8 osvojenih naslova s različitim partnericama. Najbolji renking karijere joj je 32. mjesto (srpanj 2004.)

## Životopis
Jelena je bila jedna od najperspektivnijih juniorki. U tom uzrastu bila je svjetski broj 3 (1997.), te je osvojila Australian Open u pojedinačnoj konkurenciji i Wimbledon u igri parova (oba 1998. godine). Iste godine igrala je i polufinale Roland Garrosa. Istodobno je počela igrati i na seniorskim turnirima. Prva dva, s pozivnicom, odigrala je 1998. i samo u jednom izborila drugo kolo. Sljedeća godina, koja se bilježi kao početak njene profesionalne karijere, bila je dosta uspješnija. U toj je sezoni prvi put ušla u Top 100 na WTA listi, te je osvojila dva turnira u igri parova (Bol s Pastikovom i Kuala Lumpur s Pisnik). Nešto slabije igre u pojedinačnoj konkurenciji rezultirale su samo jednim četvrtfinalem (Bol). Tu je godinu završila kao 99. igračica svijeta.
2000. godinu otvorila je dobro. Probila se u 3. kolo Australian Opena, što joj je i danas najbolji Grand Slam rezultat. No, u ostatku sezone nije pružila dobru igru, pa godinu završava izvan Topa 100 (113. mjesto). Ni sljedeće godine nije pokazala značajnijeg napretka. Jedini zapašeniji nastup imala je u Beču, gdje je stigla do polufinala.
U 2002. godini, Jelena se vratila pobjedama i nešto konstantnijoj igri. Rezultat toga su 2 osvojena turnira u parovima (Varšava s Nagyovom i Strasbourg s Hopkins) i 4 četvrtfinala u pojedinačnoj konkurenciji. Vraća se među prvih 100 na svijetu, a godinu završava kao 71. igračica svijeta.
U 2003. godini igrala je svoje prvo finale u karijeri. No, nije uspjela osvojiti naslov u Helsinkiju, iako je imala vodstvo od 6:4 i 4:2 protiv Izraelke Smašnove. Prvi top 50 plasman izborila je u 2004. Te je godine igrala u polufinalima Charlestona i Beča, te u 3. kolu US Opena. Sa Schaul je osvojila Canberru u igri parova, a s Bošnjakinjom Jugić-Salkić Auckland. 2005. godine opet slijedi pad u njenoj karijeri. Igrala je samo polufinale Budimpešte, a godinu je okončala na rubu ispadanja iz Topa 100 (99. mjesto).
Svoja nova dva finala u pojedinačnoj konkurenciji izborila je 2006. No, u Pattayi, kao i u Bangaloreu morala je čestitati svojim protivnicima u finalu, i tako odgoditi osvajanje svog prvog turnira. S Amerikankom King osvaja dva turnira u parovima (Tokio i Bangkok). Dobre igre rezultirale su povratkom u Top 50. Kada se očekivao daljnji uspon na WTA ljestvici, Jelena je, kao i u dotadašnjem dijelu karijere, pokazala toplo-hladnu igru. U 2007. nije zabilježila niti jedan zapaženiji uspjeh, pa opet godinu završava izvan sto najboljih. Taj joj je rezultat bio jedva dovoljan da izravno uđe u glavni ždrijeb Australian Opena, koji joj je nemilosrdno u prvom kolu dodijelio kasniju pobjednicu, Mariju Šarapovu. Loši rezultati bacili su je do 140. mjesta WTA liste, pa će Jelena na mnogim turnírima priliku za nastup tražiti u kvalifikacijama. 

## Osvojeni turniri (8)

### Parovi
| Legenda (parovi)      |
| --------------------- |
| Tier I (0)            |
| Tier II (0)           |
| Tier III (5)          |
| Tier IV i V (3)       |
| Grand Slam titule (0) |
| WTA završnica (0)     |

| Br. | Nadnevak    | Turnir                 | Podloga | Partnerica           | Suparnice u finalu                      | Rezultat       |
| 1.  | 04.26.1999. | Bol, Hrvatska          | Šljaka  | Michaela Paštiková   | Meghann Shaughnessy & Andreea Vanc      | 7-5, 61-7, 6-2 |
| 2.  | 11.08.1999. | Kuala Lumpur, Malezija | Tvrda   | Tina Pisnik          | Rika Hiraki & Yuka Yoshida              | 3-6, 6-2, 6-4  |
| 3.  | 05.06.2002. | Varšava, Poljska       | Tepih   | Henrieta Nagyová     | Jevgenija Kulikovskaja & Silvija Talaja | 6-1, 6-1       |
| 4.  | 05.20.2002. | Strasbourg, Francuska  | Tepih   | Jennifer Hopkins     | Caroline Dhenin & Maja Matevžič         | 0-6, 6-4, 6-4  |
| 5.  | 01.05.2004. | Auckland, Novi Zeland  | Tvrda   | Mervana Jugić-Salkić | Virginia Ruano Pascual & Paola Suárez   | 7-66, 3-6, 6-1 |
| 6.  | 01.12.2004. | Canberra, Australija   | Tvrda   | Claudine Schaul      | Caroline Dhenin & Lisa McShea           | 6-4, 7-6³      |
| 7.  | 10.02.2006. | Tokio, Japan           | Tvrda   | Vania King           | Yung-Jan Chan & Chia-Jung Chuang        | 7-6², 5-7, 6-2 |
| 8.  | 10.09.2006. | Bangkok, Tajland       | Tvrda   | Vania King           | Mariana Diaz-Oliva & Natalie Grandin    | 7-5, 2-6, 7-5  |

## Privatni život
Supruga je hrvatskog stolnoteniskog reprezentativca Roka Tošića.

## Vanjske poveznice
- WTA profil  Arhivirana inačica izvorne stranice od 16. svibnja 2007. (Wayback Machine)